# Chrysoprasis rotundicollis
Chrysoprasis rotundicollis là một loài bọ cánh cứng trong họ Cerambycidae.